# Rotflügel-Brillantkolibri
Der Rotflügel-Brillantkolibri (Heliodoxa branickii) oder Rotschwingenbrillant ist eine Vogelart aus der Familie der Kolibris (Trochilidae). Das Verbreitungsgebiet dieser Art umfasst Teile der Länder Peru und Bolivien. Der Bestand wird von der IUCN als „nicht gefährdet“ (least concern) eingeschätzt.

## Merkmale
Der Rotflügel-Brillantkolibri erreicht eine Körperlänge von etwa 11 bis 12 cm bei einem Gewicht von ca. 5,1 bis 5,9 g. Er hat einen geraden schwarzen Schnabel, wobei beim Männchen Teile des Unterschnabels weißlich sind. Das Männchen hat einen schillernden Oberkopf, der schnabelnah grün ist und sich ins Bläuliche am Hinterkopf verändert. Der Rest der Oberseite schimmert grün. Das zentrale Steuerfedernpaar ist grün, der Rest dunkelblau. Die Unterseite ist grün mit einem glitzernden rosafarbenen Fleck in der Mitte der Kehle. Die Unterschwanzdecken sind weiß. Die Außenfahnen der äußeren und die Basis der inneren Schwungfedern sind auffällig zimtfarben bis rötlich. Der Schwanz ist leicht gegabelt. Das Weibchen sieht auf der Oberseite ähnlich wie das Männchen aus, doch hat es einen kleinen weißen Strich unter dem Auge. Die Kehle ist grün mit einem kleinen weißen Fleck. Die Brust und der Bauch sind weiß bis gelbbraun, durchsetzt von einer grünen Tönung. Die Seiten und Flanken schimmern grün. Die Unterschwanzdecken sind weiß, die Schwanzfarbe ist ähnlich wie beim Männchen. Die zentralen Steuerfedern haben weiße Flecken. Der Schwanz ist ebenfalls leicht gegabelt.

## Verhalten und Ernährung
Der Rotflügel-Brillantkolibri ernährt sich überwiegend von Nektar, den er in den unteren Straten und am Waldrand sucht. Der Anteil an Insekten in der Nahrung wurde bisher nicht erforscht.

## Lautäußerungen
Wahrscheinlich ist der Gesang ein wiederholtes schleppendes trockenes piepsiges Rasseln. Außerdem gibt der Rotflügel-Brillantkolibri wiederholte tsiu-Töne in einer Häufigkeit von einem Ton pro Sekunde, sowie ein gereiztes Schnattern mit abnehmendem, schwankenden Rasseln von sich.

## Fortpflanzung
Brutaktivitäten und Nestbau sind bisher nicht erforscht.

## Verbreitung und Lebensraum

Verbreitungsgebiet des Rotflügel-Brillantkolibris

Der Rotflügel-Brillantkolibri bevorzugt Wald, Waldränder und Waldland sowie Plantagen in den Bergausläufern in Höhenlagen zwischen 750 und 1300 Meter. 2002 wurde der Rotflügel-Brillantkolibri erstmals im Departamento La Paz beobachtet.

## Unterarten
Die Art gilt als monotypisch.

## Etymologie und Forschungsgeschichte
Władysław Taczanowski beschrieb den Rotflügel-Brillantkolibri unter dem Namen Lampraster branickii. Das Typusexemplar stammte aus Huanta und wurde von Konstanty Roman Jelski (1837–1896) gesammelt. 1850 führte John Gould die Gattung Heliodoxa u. a. für den Violettstirn-Brillantkolibri ein. Dieser Name leitet sich von den griechischen Wörtern ἥλιος hḗlios für „Sonne“ und δόξα, δέχομαι dóxa, déchomai für „Pracht, Herrlichkeit, gutheißen“ ab. Der Artname branickii ist dem Grafen Konstanty Grzegorz Branicki (1824–1884) gewidmet.